# 서갑숙
서갑숙(徐甲淑, 1961년 7월 16일~ )은 대한민국의 배우이다.
1982년 MBC 15기 공채 탤런트로 데뷔하였다. 1988년 13세 연상인 배우 노영국과 결혼했으나 1997년 이혼하였다.

## 학력
- 서울효제국민학교(졸업)
- 정신여자중학교(졸업)
- 숙명여자고등학교(졸업)
- 중앙대학교 연극영화과(중퇴)

## 연기 활동

### 드라마
- 1986년 MBC 《생인손》 ... 빨대 역
- 1988년 MBC 《전원일기》 ... 읍내 장터에서 김회장의 아내에게 메주 사러 왔다가 그냥 가는 새댁 역
- 1988년 MBC 어린이드라마 《또래와 뚜리》
- 1990년 KBS1 일일연속극 《서울 뚝배기》
- 1991년 MBC 목요드라마 《도시인》
- 1992년 MBC 월화드라마 《창밖에는 태양이 빛났다》
- 1992년 KBS2 청춘드라마 《내일은 사랑》 ... 황진옥 역
- 1992년 KBS2 수목드라마 《남편의 여자》 ... 금재의 후배 역
- 1993년 KBS2 주간시트콤 《합이 셋이오》
- 1994년 KBS2 미니시리즈 《느낌》 ... 송실장 역
- 1994년 KBS2 수목드라마 《인간의 땅》
- 1994년 MBC 아침드라마 《큰 언니》
- 1995년 KBS2 대하드라마 《장녹수》 ... 현숙공주 역
- 1995년 KBS2 아침드라마 《여울》
- 1996년 KBS2 수목드라마 《머나먼 나라》
- 1997년 SBS 월화드라마 《여자》
- 1997년 MBC 청춘시트콤 《남자 셋 여자 셋》
- 1997년 KBS2 주말연속극 《웨딩드레스》
- 1998년 KBS2 미니시리즈 《순수》 ... 서미화 PD 역
- 1998년 MBC 주간시트콤 《여자 대 여자》
- 1999년 SBS 납량특집 《공포의 눈동자》 ... 이 사무장 역
- 1999년 KBS2 청소년드라마 《학교 1》 ... 가정교사 나정희 역
- 1999년 KBS2 청소년드라마 《학교 2》 ... 음악교사 나정희 역
- 2006년 SBS 대하사극 《연개소문》 ... 미실 역
- 2007년 MBC every1 《조선 과학수사대 별순검》
- 2008년 KBS2 드라마시티 《징계위원회》
- 2009년 KBS2 월화 납량특집 《전설의 고향 - 계집종》 ... 숙희 역
- 2012년 KBS1 공사창립 특집 《TV문학관 강산무진》
- 2011년 KBS2 《드라마 스페셜 - 불이문》 - 정림 역
- 2013년 SBS 아침연속극 《두 여자의 방》 ... 기찬숙 역
- 2015년 JTBC 금토드라마 《사랑하는 은동아》 ... 박 여사 역
- 2015년 JTBC 금토드라마 《디데이》 ... 우진모 역

### 영화
- 1993년 《참견은 노 사랑은 오예》 ... 기호 모 역
- 2017년 《해피뻐스데이》 ... 엄마 역
- 2018년 《오장군의 발톱》 ... 엄마 역
- 2018년 《아메리카 타운》 ... 여성 감시자 역
- 2020년 《황무지 5월의 고해》 ... 지미 역
- 2022년 《평평남녀》 ... 택시기사 역
- 2022년 《살인청부업자》

## 음반
- 2021년 《백파선 헌정앨범(백파선을 그리다) - 여자의 마음》

## 사건 및 사고
1999년 자신의 성편력을 담은 자전적 에세이 《나도 때론 포르노그라피의 주인공이고 싶다》를 출간하여 파문을 일으켰다. 여자친구와 한 남자를 상대로 한 혼음과 9시간에 걸친 마라톤 정사 등 성 체험을 적나라하게 묘사한 책 내용으로 인해, 출간 당시 극심한 외설 논쟁에 휩싸였으며 이로 인해 사회적 물의를 빚자 출연 중인 KBS 드라마 《학교 2》에서 퇴출을 당했다. 방송출연정지 처분을 받기도 했으며 검찰로부터 음란성 여부를 내사 받기도 했다. 2007년 10월 케이블 YTN 스타 《서세원의 生쇼》에 출연하여, 1999년의 책 출간을 후회한다고 고백했다.

## 저서
- 《서갑숙의 추파》(디어북, 2003년 11월 11일 출간) ISBN 89-954569-0-6
- 《뼈 연적 18》(영미디어, 1999년 11월 1일 출간) ISBN 89-87319-12-1
- 《나도 때론 포르노그라피의 주인공이고 싶다》(중앙M&B, 1999년 10월 11일 출간) ISBN 89-8375-318-8